# Cardiida
Die Cardiida sind eine Ordnung der Muscheln.

## Merkmale
Die gleichklappigen, m Gehäuse sind sehr klein bis sehr groß. Sie sind im Umriss überwiegend gerundet-dreieckig, quer-eiförmig oder quer-elliptisch, selten hoch-eiförmig oder hoch-elliptisch, auch annähernd querrechteckige Formen kommen vor. Die Wirbel sind klein, flach und wenig hervortretend (Tellinoidea) oder auch groß und aufgebläht (Cardioidea). Das Schloss hat zwei Hauptzähne in jeder Klappe und einige Lateralzähne, die aber auch reduziert sein können oder auch ganz fehlen können. Das externe Ligament liegt auf Nymphen hinter den Wirbeln. Bei einigen Gruppen kommt zusätzlich noch ein inneres, dreieckiges Resilium vor. Die Mantellinie ist nicht eingebuchtet oder auch sehr tief eingebuchtet. Die beiden Schließmuskeln sind meist in etwa gleich groß, können aber häufig einen sehr unterschiedlichen Umriss haben. In einer kleinen Gruppe ist der vordere Schließmuskel reduziert. Die unterschiedlich langen Siphonen sind getrennt.
Die aragonitische Schale ist dünn und durchscheinend bis sehr dick. Die Ornamentierung besteht meist aus radialen Rippen unterschiedliche Stärke, Dicke und Anzahl, die häufig mit Knoten, Schuppen oder Dornen besetzt sind (Cardioidea) oder die Oberfläche ist glatt oder nur mit schwachen randparallelen Anwachsstreifen versehen. Dagegen kommen randparallele oder radial angelegte, auch fleckige Farbmuster vor. Das Periostracum ist meist dünn.

## Geographische Verbreitung, Lebensraum und Lebensweise
Die Ordnung ist weltweit verbreitet. Die meisten Arten leben in flachmarinen Bereichen. Die meisten Arten der Cardioidea leben flach eingegraben in sandigen, feinsandigen oder schlickigen Böden, und sind Suspensionsfiltrierer. Die wenigen Arten der Gattungen Corculum und Tridacna besitzen endosymbiontische Dinoflagellaten. Die Mehrzahl der Arten der Tellinoidea sind aktiv grabende, mehr oder weniger tief im Sediment lebende Suspensionsfiltrierer in Weichböden, oder sie pipettieren die Sedimentoberfläche mit Hilfe des Einströmsipho ab.

## Taxonomie
Das Taxon wurde 1822 von André Étienne d’Audebert de Férussac als Cardiacés eingeführt. Die MolluscaBase weist der Ordnung Cardiida zwei Überfamilien zu:
- Cardiida Férussac, 1822
  - Cardioidea Lamarck, 1809
    - Herzmuscheln (Cardiidae Lamarck, 1809)
    - Pterocardiidae Scarlato & Starobogatov, 1979 †

  - Tellinoidea Blainville, 1814
    - Koffermuscheln (Donacidae Fleming, 1828)
    - Icanotiidae Casey, 1961 †
    - Sandmuscheln (Psammobiidae Fleming, 1828)
    - Quenstedtiidae Cox, 1929 †
    - Pfeffermuscheln (Semelidae Stoliczka, 1870 (1825))
    - Solecurtidae d’Orbigny, 1846
    - Sowerbyidae Cox, 1929 †
    - Tancrediidae Meek, 1864 †
    - Tellmuscheln (Tellinidae Blainville, 1814)
    - Unicardiopsidae Chavan, 1969 †